# José Ravest y Bonilla
José Ramón Ravest y Bonilla (La Serena, 21 de agosto de 1823-18 de septiembre de 1900) fue un abogado, escritor y magistrado chileno. Hijo de Ramón Ravest y Castillo y Tadea Bonilla. Contrajo nupcias con Juana Campaña Villarroel.

## Actividades profesionales
Hizo sus estudios de Humanidades en el Instituto Literario de La Serena y cursó ciencias naturales bajo la dirección del sabio Ignacio Domeyko. Su aprovechamiento lo colocó, desde su más corta edad, entre los primeros alumnos del colegio, y siendo muy joven, ocupó puestos de distinción en el profesorado. 
En 1837 se inició en la carrera del profesorado en el Liceo de La Serena, distinguiéndose como un latinista verdaderamente notable. Habiéndose trasladado a Santiago (1841), ingresó al Instituto Nacional, dando comienzo al estudio del derecho en la sección universitaria. 
En este plantel de educación se hizo acreedor al aprecio del rector Francisco de Borja Solar y mereció el nombramiento de Profesor de Humanidades.

## Actividades políticas
Miembro del Partido Liberal, llegando a ser vicepresidente de la colectividad en La Serena, ciudad donde sirvió en comisiones de beneficencia. En el ámbito empresarial, en 1890 fue uno de los fundadores del Banco de La Serena.
Colaboró como abogado en el Cabildo de Coquimbo, hasta que fue elegido Alcalde (1891-1894), siendo el primer alcalde de la nueva Ley de Comuna Autónoma.
En 1894 emigró a la capital, donde el Presidente José Manuel Balmaceda lo nombró Ministro de la Corte de Apelaciones de Santiago.

## Actividades literarias
Pensador ilustrado, se distinguió como escritor, tanto en el periodismo como en las páginas del libro, en defensa del derecho. Fue redactor de El Coquimbano, de La Serena, y escribió diversos trabajos jurídicos de la mayor importancia legal. 
De espíritu tranquilo y reflexivo, entre sus obras cabe destacar: "Codificación Agrícola de Chile"; "Proyecto de Código Rural"; "Anotaciones al Proyecto de Código de Enjuiciamientos"; "Estudio comparado del Proyecto de Reforma del Código de Minería"; "El nombramiento de los Jueces en Chile"; "El Nuevo Código de Minería de Chile", y "La Propiedad Minera Carbonífera". 
Su notable obra denominada "Codificación Agrícola de Chile", fue premiada con medalla de oro en el certamen de la "Exposición Nacional de 1884". Varias de sus obras inéditas, de jurisprudencia, se destruyeron en el incendio de su casa-habitación, en La Serena, (1893). 